# Samuel Palmer

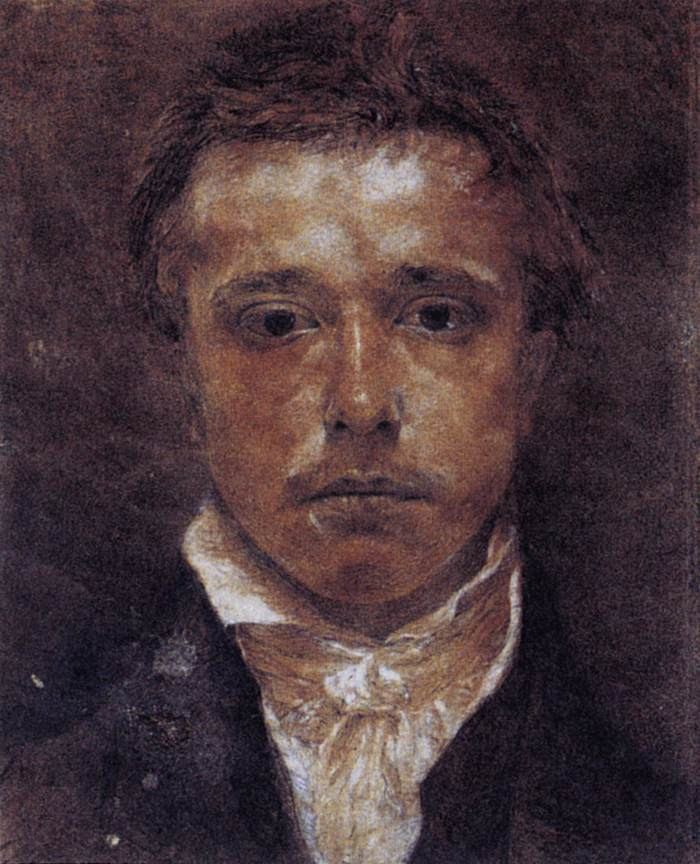
Zelfportret, Ashmolean Museum, Oxford, ca. 1825

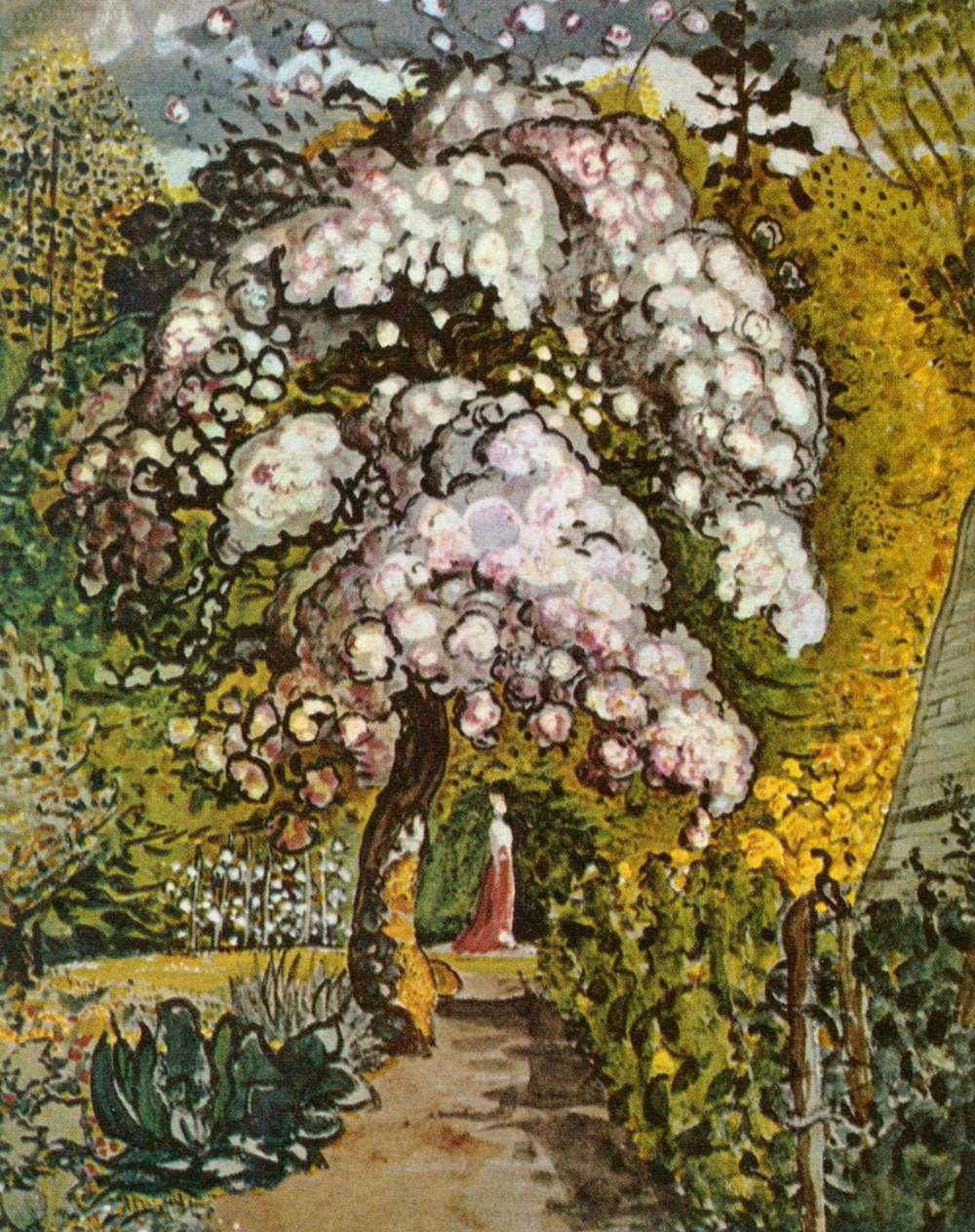
Tuin in Shoreham, ca. 1850

Samuel Palmer (Newington (Londen), 27 januari 1805 - Redhill, 24 mei 1881) was een Engels romantisch landschapschilder, etser en schrijver.
Palmer stelde op zijn veertiende voor het eerst (aquarellen) tentoon bij het British Institution in Londen en bij de Royal Academy of Arts. Hij bezocht even de Merchant Taylors' School, maar volgde geen officiële opleiding in de kunsten. Palmer ging in de leer bij John Linnell en verdiepte zich in de schilderkunst uit de renaissance, met name in het werk van Albrecht Dürer.
Via Linnell maakte hij in 1824 kennis met het werk van William Blake, door wiens oeuvre hij werd beïnvloed. Vanaf dat moment schilderde hij vooral fantastische landschappen in een irreële sfeer, met mystieke visioenen. Na 1837 legde hij zich toe op in academische stijl vervaardigde landschappen met religieuze thema's.